# Love Fury (álbum de Lime)
Love Fury es el décimo álbum de estudio del grupo canadiense Lime. Fue lanzado en 2002 por la discográfica Unidisc. Del álbum se extrajo el maxisingle «No Other Love (I Need It Bad)» en cuatro versiones diferentes: Album Mix, Radio Mix, Underground Mix y Hot Latino Mix.

## Lista de canciones
| N.º | Título                                            | Duración |  |
| 1.  | «No Other Love (I Need It Bad)»                   | 5:35     |  |
| 2.  | «This Is My Life»                                 | 5:47     |  |
| 3.  | «Don't Take It Bad»                               | 5:23     |  |
| 4.  | «Love Me (Don't Ever Go)»                         | 5:19     |  |
| 5.  | «Dance, Dance, Dance»                             | 5:52     |  |
| 6.  | «Takin' The Night»                                | 5:02     |  |
| 7.  | «Making Love To Me»                               | 6:47     |  |
| 8.  | «Francis & Francine»                              | 6:37     |  |
| 9.  | «Evil Eyes»                                       | 5:03     |  |
| 10. | «Victim Of Love»                                  | 4:54     |  |
| 11. | «I Don't Know»                                    | 6:05     |  |
| 12. | «No Other Love (I Need It Bad) (Underground Mix)» | 5:22     |  |
| 13. | «No Other Love (I Need It Bad) (Hot Latino Mix)»  | 6:49     |  |